# 松永裕文
松永 裕文（まつなが ひろふみ）は、フェニックスリゾートの代表取締役社長。

## 来歴
福岡県出身。1984年西南学院大学文学部外国語学科 卒業後、株式会社青木建設入社。 国内や台湾、米国での財務担当マネージャーを経て、1992年米国のウェス ティンホテルズ・アンド・リゾート社アセットマネージメント部門ディレク ターに就く。シーザーパーク・ホテルズ・アンド・リゾート社取締役の後、 2005年に帰国。ゴールドマン・サックス・リアルティー・ジャパン社 等を 経て、2009年11月フェニックスリゾート株式会社入社。2013年4月より現職。
| スタブアイコン | サブスタブ | この項目は、まだ閲覧者の調べものの参照としては役立たない、人物に関連した書きかけの項目です。この項目を加筆・訂正などしてくださる協力者を求めています（P:人物伝/PJ:人物伝）。 |